# آلان ويسنر
آلان ويسنر (بالفرنسية: Alain Wisner)‏ هو طبيب فرنسي، ولد في 2 نوفمبر 1923 في باريس في فرنسا، وتوفي في 3 يناير 2004.